# Ceremonia japoneză a ceaiului

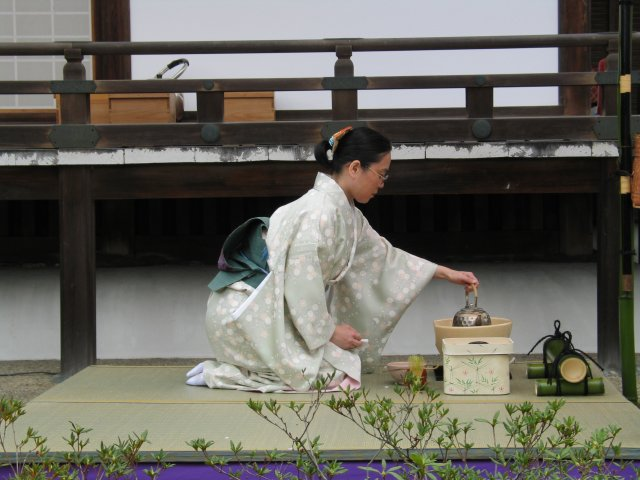
Un maestru al ceremoniei ceaiului oficiază ceremonia ceaiului aşezat în poziţia seiza pe un tatami, înconjurat de obiectele specifice

Ceremonia ceaiului (茶の湯 chanoyu, 茶道 chadō sau sadō în japoneză) este un ritual tradițional influențat de budismul Zen prin care ceaiul verde matcha (抹茶) — sau „roua prețioasă lichidă” — este preparat într-o manieră ceremonioasă de către o persoană inițiată și servit unui grup mic de oaspeți într-o atmosferă liniștită. În esența sa, ceremonia ceaiului reprezintă expresia sintetică a aspectelor fundamentale ale culturii japoneze.

## Istorie
Ceaiul a fost înainte de toate un medicament. Planta ceaiului (Camelia sinensis) se pare că este originară din munții din sudul Asiei, de unde a fost adusă în China.  În timpul dinastiei Tang (616 - 907) ceaiul era băut mai ales pentru gustul său și era așa de important încât a devenit subiectul unei cărți în trei volume numită Chá jīng, („Cartea sacră a ceaiului”), scrisă de Lu Yu, (733 - 804), poet chinez. În acea perioadă frunzele de ceai se presau și se uscau în formă de calupuri solide. Pentru preparare se foloseau diverse arome, spre exemplu ghimber și sare.

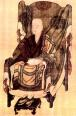
Maestrul Eisai

În timpul dinastiei Song (1127 - 1280), frunzele verzi ale ceaiului erau uscate și apoi transformate în pulbere (praf). Acest ceai verde sub formă de pulbere era folosit, în principal, pentru ceremoniile din temple, dar era apreciat pentru gustul său și de către laici.  Ceaiul a fost folosit în curțile aristocratice și în ceremoniile budiste începând cu secolul al XII-lea.
Preotul budist Eisai (1141 - 1215), fondatorul școlii zen-budiste Rinzai, a introdus ceaiul în Japonia la întoarcerea sa din China, după studii care au condus la aprecierea valorii ceaiului folosit în timpul meditației. Astfel, acesta a scris Kissa Yojoki, un tratat ce prezenta proprietățile ceaiului atât pentru sănătatea fizică cât și pentru cea spirituală. În Uji, localitate din vecinătatea orașului Kyoto, înființează o grădină botanică unde cultivă, printre alte plante, și planta ceaiului. Frunzele plantei au constituit baza pentru licoarea preparată prin infuzie și servită ca o băutură revigorantă în templu. Vizitatorii și călugării budiști de la alte mănăstiri, care doreau să învețe cultivarea ceaiului, primeau la plecare semințe și lăstari. Eisai este cunoscut în Japonia ca „părintele ceaiului”. Ceaiul a primit curând după aceea binecuvântarea împăratului devenind astfel cunoscut peste tot în Japonia.
Interesul lui Eisai pentru ceai a fost împărtășit și de discipolul său Dogen (1200 - 1253) cunoscut ca fondator al școlii de zen Soto.
Când Dogen s-a întors din China în 1227 a adus cu sine numeroase ustensile pentru ceai și instrucțiuni pentru ceremonie cu reguli pe care ulterior le-a folosit pentru a îmbunătăți viața de zi cu zi din templul Eiheiji, fondat de el în provincia Fukui.
Aprecierea ceaiului nu a rămas îngrădită în temple, ci popularitatea sa s-a răspândit la casele nobililor din Kyoto și printre samurai. Întrunirile acestora erau un eveniment de bucurie și includeau momente în care participanții identificau diverse tipuri de ceai care erau oferite învingătorilor.
Din aceste manifestări inițiale de divertisment, folosirea ceaiului s-a transformat în „cultul ceaiului”, în chanoyu, numit așa de preotul budist Murata Juko (Shuko) (1422 - 1503), care a stabilit principiile ceremoniei punând accentul pe aspectul spiritual, și care s-a îndreptat tot mai mult spre o formă de expresie artistică, începând a se desprinde din ambientul exclusiv monahal pentru a se extinde la noua clasă a comerțului și între secolele XIV-XVI, chiar și printre samurai. Aceștia din urmă erau educați în spiritul ceremoniei ceaiului cu aceeași seriozitate cu care se pregăteau pentru artele marțiale.
Chanoyu a fost completat de marele maestru Soueki (în japoneză 千利休, Sen no Rikyu), cel care i-a conferit un caracter specific japonez, perfecționându-l până la artă, formă în care se găsește în zilele noastre.

## Introducere în ceremonia ceaiului
Numele de chanoyu este cunoscut ca având semnificația de „ceremonia japoneză a ceaiului”, deși tradus exact înseamnă, de fapt, „apă fierbinte pentru ceai”.  
În cultura japoneză, orice formă de artă este descrisă ca o „cale” spirituală. În acest sens întâlnim „calea florilor” (ikebana), „calea caligrafiei” (shodo), „calea poeziei” (haiku), „calea sabiei” (kendo) etc. Corespondentul pentru chanoyu este chado („calea ceaiului”), aceasta reprezentând calea spirituală a ceremoniei ceaiului.
Ceremonia ceaiului a jucat un rol important în viața culturală și artistică a Japoniei timp de mai bine de 400 de ani. Această artă este mai mult decât o ceremonie a ceaiului, este un mod de disciplinare a sufletului omenesc. Esența ceremonialului este de natură spirituală și presupune o anumită stare sufletească din partea participanților. Cei ce se adună să ia parte la ceremonial trebuie să lase afară toate necazurile și grijile vieții cotidiene înainte de a intra în chashitsu pentru a petrece clipe de liniște într-o atmosferă calmă.
Ceremonia ceaiului reprezintă prepararea și servirea ceaiului verde sub formă de pudră în prezența oaspeților, conform unui ritual specific. O ceremonie completă include kaiseki (懐石) sau chakaiseki (茶懐石), (servirea unui aperitiv) și servirea de două ori a ceaiului (koicha și usucha). Aceasta durează aproximativ patru ore, timp în care gazda face tot ce-i stă în putință pentru a crea oaspeților un confort estetic, intelectual și psihic deosebit. Pentru aceasta, gazda poate petrece perioade foarte îndelungate nu numai însușindu-și procedurile de servire a ceaiului în fața oaspeților, dar și învățând să aprecieze arta, meșteșugurile, poezia, caligrafia, aranjamentele florale, îngrijirea grădinilor, în același timp dobândind grație și sensibilitate pentru nevoile celorlalți.

## Ritualul

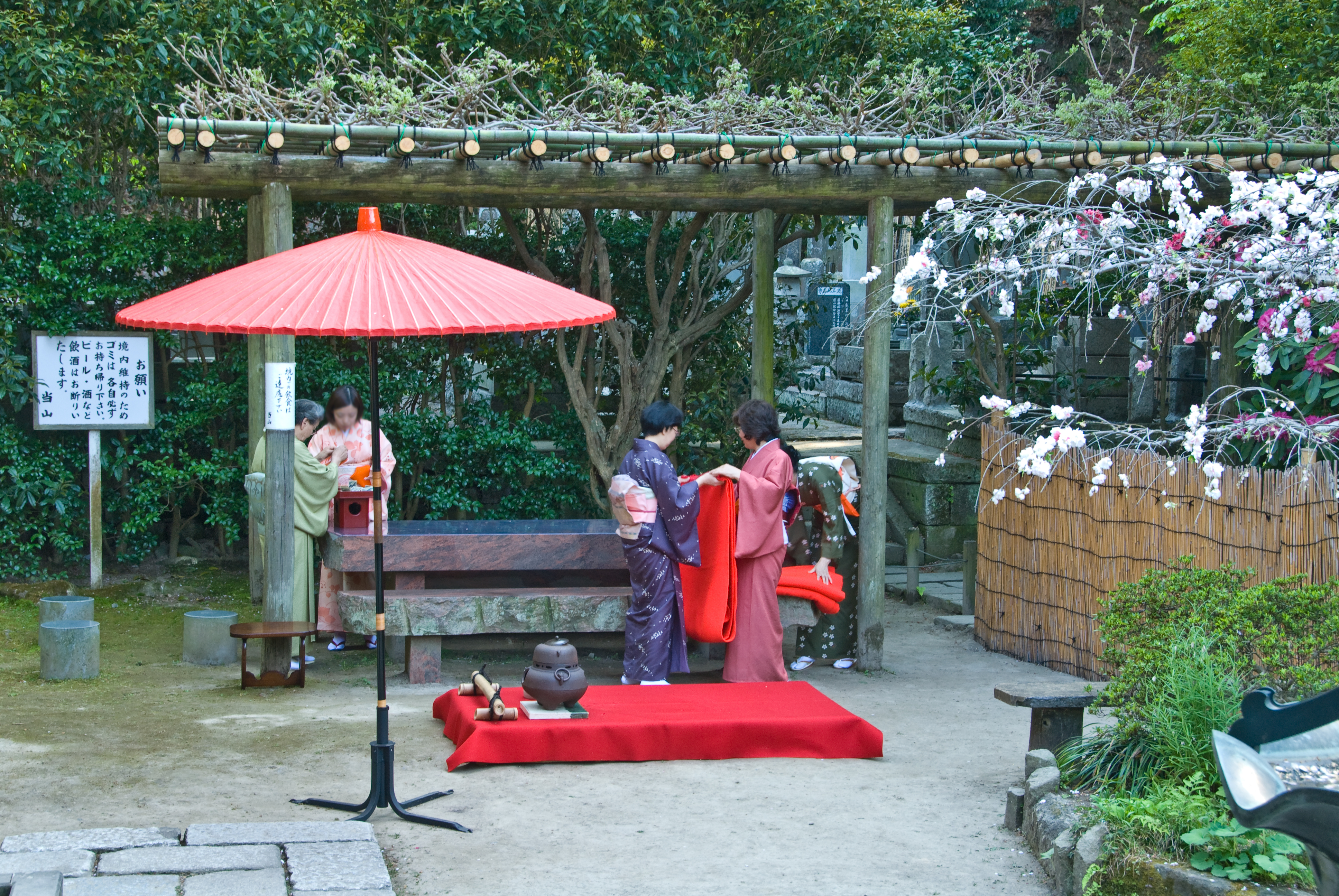
Pregătire pentru ceremonia ceaiului

Calea ceaiului se numește sado sau chado (ambele scrise 茶道 în kanji). Termenul sado este folosit de școala Omotesenke, iar termenul chado este folosit de școala Urasenke. Ritualul ceremoniei ceaiului este o trăire rafinată care necesită un deosebit simț estetic, iar atunci când este bine stăpânit ajunge să nu mai fie o simplă petrecere a timpului ci una din căile autocunoașterii. Arta ceaiului reprezintă cultul frumosului, este o taină a armoniei și a purității, este o artă să ascunzi frumosul ca să fie descoperit, să lași doar să se bănuie ce nu îndrăznești să destăinui. Atmosfera ceremoniei nu este religioasă, este una de căldură sufletească, o căutare a odihnei și liniștii, o detașare de cotidian, dar fără ca aceasta să implice o evadare din realitatea imediată. Toate acestea ajută la purificarea sufletului, la atingerea simplității, oferă o stare tonică, binefăcătoare. Deși toate eforturile gazdei sunt îndreptate către delectarea participanților, aceasta nu înseamnă că ceremonia servirii ceaiului îi lasă pe aceștia total neimplicați.
Pentru buna desfășurare a ceremoniei ceaiului trebuie îndeplinite o serie de condiții estetice legate de ustensilele, îmbrăcămintea participanților și încăperea unde se desfășoară ceremonia. În camera ceaiului trebuie să domnească o curățenie desăvârșită. Vechimea ustensilelor e o condiție care trebuie respectată, nimic nu trebuie să pară nou cu excepția vasului de bambus și a șervețelului pentru șters care trebuie să fie de un alb imaculat. Culorile și forma ustensilelor nu trebuie lăsate la voia întâmplării. Frunzulițele din care se prepară ceaiul conțin uleiuri eterice, cofeină, tanini, teofilină, care în cantități moderate au un efect tonic asupra organismului. Calitatea frunzelor de ceai este evaluată în funcție de poziția lor pe tulpină. În ceea ce privește ținuta vestimentară a participanților (kimono, de cele mai multe ori) veșmintele trebuie să aibă culori simple și să fie curate. Mișcările corpului de asemenea trebuie să fie armonioase, strict calculate, liniștite, pline de calm interior. O deosebită importanță are felul de a saluta, de a se așeza, de a turna ceaiul în cești, felul în care trebuie să se țină ceașca, etc. Principiile ceremoniei cer participanților să admire doar camera, aranjamentul floral, dar niciodată kimonoul celorlalți, deoarece ei trebuie să se detașeze de orice formă de egoism. Putem astfel afirma că atunci când omul tinde să realizeze ceva, când acționează pentru un anumit scop, există totdeauna mai multe metode, dar metoda cea mai bună este aceea care se dovedește a fi și cea mai armonioasă. Ceremonia în sine are de asemenea rolul de a îndrepta toată atenția oaspeților asupra frumuseții celor mai simple manifestări ale naturii, cum ar fi lumina, clipocitul apei, dogoarea focului de cărbuni și de asemenea manifestările forței creative a universului prin încercarea umană, de exemplu, în confecționarea de obiecte. Conversația în camera în care se servește ceaiul se axează pe astfel de lucruri. Oaspeții nu se vor lansa în discuții în șoaptă în grupulețe restrânse, ci își vor limita conversațiile la originile ustensilelor și lăudarea frumuseții gesturilor gazdei și a ceremonialului în sine.
China a fost patria ceremoniei ceaiului iar Japonia a perfecționat-o și i-a conferit sobrietatea și rafinamentul unei arte adevărate. Chanoyu a apărut și s-a dezvoltat într-o strânsă legătură cu ikebana, nelipsind de la ceremonia ceaiului aranjamentul floral. Există însă mari diferențe între ceremonia japoneză și cea chineză.

## Esența ceremoniei ceaiului

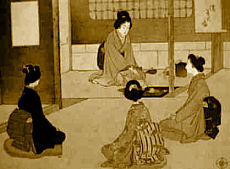
Chanoyu Mizuno Toshikata(1866-1908)

Esența ceremoniei ceaiului este armonia. Fiecare mișcare și fiecare componentă a acestui ceremonial sunt studiate pentru a crea imaginea serenității absolute. Această tradiție a fost începută de călugării budiști acum 700 de ani. 200 de ani mai târziu, Sen no Rikyu a transformat simpla ceremonie concepută de călugări într-un adevărat ritual. Decorațiunile care însoțesc această ceremonie sunt de obicei simple, dar elocvente: fie o chabana, fie o caligrafie semnificativă. Instrumentele de pregătire sunt aranjate în stil ceremonios de către gazdă, reflectând armonia valorilor ceaiului. Toți invitații folosesc aceeași ceșcuță, în fața căreia fac o plecăciune, o rotesc cu o gestică precisă și apoi o golesc prin înghițituri mici și rare. După terminarea lichidului, marginea ceștii este ștearsă cu degetele. Tradiția cere ca invitații să adreseze gazdei complimente și întrebări, și să admire decorul, instrumentele și măiestria preparării. Cu timpul, această ceremonie a evoluat și a condus la apariția teismului, care în esență cere celui inițiat puterea de a pătrunde și a aprecia savoarea ceaiului, dar și a ceremonialului propriu-zis, și de a se bucura de lucrurile simple.
Ceremonia ceaiului este cunoscută cu următoarele denumiri:
- Chanoyu (metoda antică),
- Sencha-do (metoda modernă),
- Misonodoma (metoda pentru  occidentali)
- Ryakubon (metoda pentru exterior).

### Baza spirituală a ceremoniei
Trei mari categorii pot fi utilizate pentru a descrie această activitate artistică unică:
- esteticul,
- disciplina și
- interacțiunea socială.

Considerațiile estetice ale ceremoniei sunt legate de elementele întâlnite: figurile, formele si structura diverselor ustensile, frumusețea locului de desfășurare, gustul desertului oferit de gazdă și al ceaiului în sine.
Disciplina privește atât gazda cât și invitații și aceasta trebuie riguros respectată. În ceea ce privește interacțiunea socială, cu toate că este posibil de a savura în liniște, singur, o ceașcă de ceai într-un ambient tipic ceremoniei, dacă n-ar fi mai multe persoane implicate, grija pentru estetic și disciplină nu și-ar mai avea rostul.
Dacă esteticul, disciplina și interacțiunea socială reprezintă funcțiile fizice ale chanoyu, putând fi percepute chiar de un observator neinițiat, ceremonia ceaiului în sine reprezintă un filon spiritual ce fuzionează cu arta. Pentru cine practică ceremonia e necesar un efort constant de a valoriza aspectul estetic, de a rafina disciplina și de a implica celelalte persoane, ceea ce în final va conduce spre o înțelegere adevărată a ceremoniei ceaiului.

### Principii fundamentale
Ceremonia ceaiului nu este o simplă pierdere de vreme pentru a conversa, ci reprezintă un mod rafinat de relaxare. Exprimă mai degrabă o filosofie de viață. Oaspeții ce participă la ceremonie trebuie să găsească în aceasta o oază de pace și liniște sufletească, departe de răul din lume, unde mintea se poate deschide spre meditație. Ceremonia ceaiului e un moment, între numeroasele momente ale zilei, moment în care trebuie să căutam de a fi conștienți de tot ceea ce facem, de orice mică acțiune, de cum acționăm și de tot ceea ce ne înconjoară fără a ne lăsa dominați de acestea, dar acționând în deplină armonie cu ambientul în care ne găsim. Este necesar să facem un singur lucru o singură dată. Orice mic efort al minții noastre trebuie să se concentreze spre singura acțiune a momentului și spre nimic altceva.
Un mod de a învăța să respectăm acestea sunt principiile fundamentale ale ceremoniei expuse de maestrul Sen no Rikyu (1522-1591), în patru cuvinte simple: 和敬清寂 
- Armonie  (wa 和)
- Respect  (kei 敬)
- Puritate (sei 精)
- Liniște, seninătate (jaku 寂)

Armonia trebuie să fie creată între persoane, între obiecte, între persoane și obiecte. Ordinea și dispoziția obiectelor într-un anumit fel creează armonia: ochiul și implicit mintea primesc o senzație liniștitoare de ordine. Fundamentală pentru crearea armoniei este liniștea, ca practică a meditației. Liniștea ajută la concentrarea atenției spre ceea ce se întâmplă.
Respectul are o deosebită importanță: respectul față de o regulă, respectul față de instrumentele ceremoniei, respectul față de celelalte persoane și respectul față de sine. 
Puritatea se referă atât la puritatea interioară cât și la curățenia lucrurilor ce ne înconjoară, puritate raportată la starea corporală și spirituală.
Toate aceste trei principii, dacă sunt respectate, duc implicit la Liniște și seninătate.

#### Reguli de bază
Sen no Rikyu a stabilit un set simplu, compus din șapte reguli de bază, în fapt instrucțiuni privind prepararea perfectă a ceaiului. El însuși afirma că era dispus să devină discipolul celui care ar putea să îndeplinească în chip desăvârșit aceste sarcini aparent triviale:
1. Pregătește un bol de ceai delicios (la propriu și la figurat).
2. Creează senzația de răcoare în timpul verii și de căldură în timpul iernii.
3. Aranjează cărbunii în așa manieră încât apa să fiarbă cum trebuie.
4. Aranjează florile în așa manieră încât să creeze impresia că se află în mediul lor natural.
5. Fii gata întotdeauna înainte de vreme.
6. Fii pregătit în caz că plouă.
7. Fii respectuos cu oaspeții tăi.

## Obiectele ceremoniei
Sen no Rikyu spunea „Cum sunteți cu obiectele, așa sunteți - mai mult sau mai puțin - cu ceilalți.” În timpul ceremoniei ceaiului multe obiecte participă, nu se folosesc. Cel ce pregătește ceaiul trebuie să renunțe la orice idee de dominare a obiectelor. Obiectele ceremoniei sunt reunite, generic, sub denumirea de dōgu 道具 (unelte). O gamă vastă de dōgu este necesară chiar și pentru o ceremonie nu foarte pretențioasă. O listă completă a tuturor obiectelor, modul în care acestea pot fi utilizate și diversele stiluri în care sunt făcute, ar fi greu de realizat, astfel că ceea ce urmează este o scurtă listă cu unele dintre cele mai importante:
- chaire 茶入れ: recipient folosit pentru ceaiul koicha;
- chakin 茶巾: șervețel pentru curățat ceașca;
- chasen 茶筅: tel de bambus;
- chashaku 茶杓: linguriță de bambus;
- chashitsu茶室: camera ceaiului;
- chawan 茶碗: cană-ceașcă, făcută de exemplu din ceramica Raku;
- daisu: dulăpior din lemn lăcuit pe care se pun obiectele;
- fukusa 袱紗: batistă de mătase;
- fukusa-basami: cutiuță în care fiecare oaspete își pune necesarul (kaishi, kashi-yōji, sensu);
- furo: obiect de sprijin pentru tatami, folosit din mai până în octombrie;
- futa-oki: suport de sprijin, din bambus, pentru shaku;
- gotoku: trepied din fier pe care se așază kama în interiorul ro-ului;
- hishaku 柄杓: polonic de bambus (asemănător cu o pipă lungă) cu care se ia apa din kama pentru a se vărsa în chawan;
- hanaire: vas pentru florile care participă la ceremonie (chabana);
- kashi-yōji: mic instrument de lemn folosit pentru a tăia prăjiturile oferite;
- kaishi 懐紙: batiste de hârtie de orez;
- kashi: prăjiturile oferite înainte de servirea ceaiului;
- kama: fierbător pentru apă;
- kensui: recipient pentru apa de spălat;
- ko: tămâie;
- kogo:cutiuță pentru ko;
- kobukusa: șervețel pe care se așază chawan-ul;
- kuromoji: mic instrument din lemn, ascuțit, cu care se servesc prăjiturile;
- mizusashi 水差し: recipient pentru apă;
- natsume 棗: recipient lăcuit, deseori decorat, folosit pentru  ceaiul usucha;
- ro: groapă pătrată în care se pune kama, folosită din noiembrie până în aprilie;
- shaku: capac pentru kama;
- shifuku: săculeț în care se repune chaire;
- shōmen: punct al părții externe a chawan, de exemplu o pată la marginea cănii, ce ajută la orientarea cănii când este oferită invitatului sau când este ținută în mână;
- sensu: evantai pe care invitatul trebuie să îl poarte cu sine;
- tatami: rogojină ce constituie pardoseala;
- tokonoma: locul în care se expun kakemono și chabana, numit „locul frumuseții”;
- tomobako: cutie de lemn în care gazda își păstrează instrumentele.

### Kakemono
- Kakemono: pergamentul pictat sau caligrafiat, din hârtie de orez (scrisul se numește bokuseki - „dare de cerneală”) ce conține fie un proverb cunoscut, fie cuvintele referitoare la tradiția ceaiului: „wa-kei-sei-jaku” (armonie-respect-puritate-liniște) sau chiar o singură ideogramă (vânt, pace, puritate etc.). Este unul dintre obiectele cu o mare importanță pentru că simbolizează funcția spirituală a ceremoniei. Gazda decide ce kakemono trebuie ales pentru a simboliza scopul ceremoniei.

Printre aceste "bokuseki", prezentate în formă de ideograme, cele mai des folosite sunt:

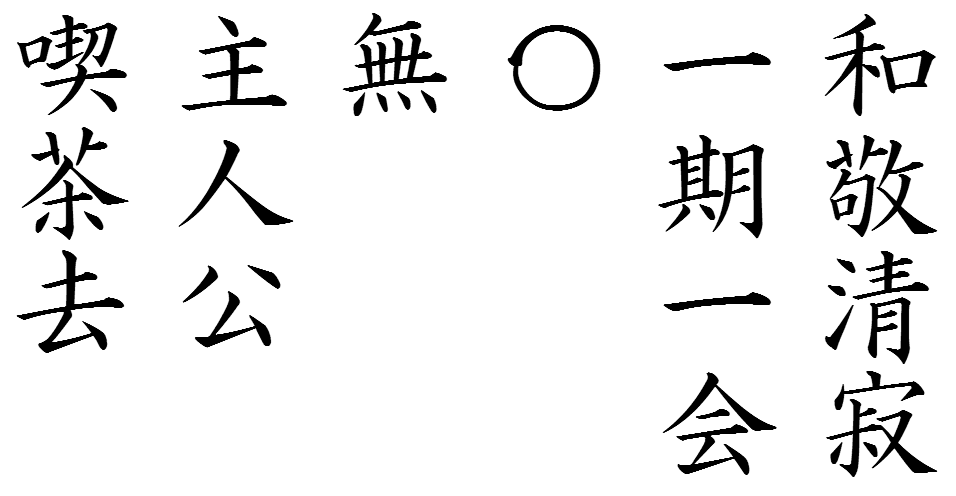
Kitsu-sa-ko, Shu-jin-kou, Mu, En, Ichi-go-Ichi-e, Wa-Kei-Sei-Jaku

- wa-kei-sei-jaku (和敬清寂): principiile fundamentale ale ceremoniei;
- kitsu-sa-ko (喫茶去): semnifică faptul că o ceașcă de ceai este servită tuturor acelor ce o doresc;
- ichi-go-ichi-e (一期一会): o viață, o întâlnire pentru a exprima irepetabilitatea fiecărei acțiuni, ceremonia pregătită zile în șir, nu va fi de două ori aceeași;
- en (○):libertate, egalitate și nediscriminare;
- mu (無): nu este en. Mu este format din toate obiectele și ideile lumii, ca și da, nu, zero, unu, etc.;
- shu-jin-kou (主人公): personaj principal.

## Momentele ceremoniei
Ceremonia ceaiului se divide în trei momente distincte:
- kaiseki: un aperitiv;
- koicha: ceai dens;
- usucha: ceai ușor.

Fiecare moment la care va asista un invitat la ceremonie descrie o „călătorie inițiatică” în adevăratul sens al cuvântului.
Ceremonia ceaiului, în varianta ei completă, se desfășoară în cursul a patru-cinci ore și de aceea în mod uzual se reduce doar la momentul usucha. Un elaborat cod de etichetă impune toate fazele ceremoniei începând cu numărul de zile premergător invitației, cu ritualul cu care se spală mâinile înainte de a intra în chashitsu, cu locul ocupat în timpul ceremoniei atât de către gazdă cât și de către invitați, cu desemnarea oaspetelui de onoare, cu modul de a servi și de a bea ceaiul.
Koicha și usucha reprezintă în mod vizibil două momente diferite ale ceremoniei. Koicha prevede folosirea aceleiași căni din care fiecare oaspete va sorbi de câteva ori. Protocolul prevede ca înainte de a-și lua cana în mâini, invitatul trebuie să se adreseze oaspetelui următor, cerându-și scuze că bea înaintea lui („O-saki ni!”), iar acesta îi va răspunde că poate servi liniștit („Dōzo!”). Apoi va face complimente pentru gustul deosebit al ceaiului, va șterge partea din care a băut și va reașeza cana pe tatami. După ce ceaiul a fost gustat de toți invitații (ideal nu mai mulți de patru), oaspetele de onoare îi poate cere gazdei permisiunea de a admira vreuna dintre căni („O-chawan no haiken?” - „Pot observa cana?”).
În ceea ce privește usucha, protocolul este altul. Fiecare oaspete nu va sorbi din ceai ci va bea tot ceaiul, apoi cu degetul va șterge marginea cănii, își va șterge mâinile cu un șervețel și apoi va înapoia cana gazdei. Cana se oferă invitatului cu partea cea mai frumoasă orientată înspre acesta.

## Descrierea propriu-zisă
Următoarea descriere este valabilă atât in cazul școlii Urasenke cât și pentru Omotesenke, chiar dacă pot exista mici diferențe în funcție de școală sau de ceremonie și cuprinde toate cele trei momente.

### Pregătirea pentru ceremonie
Invitații  la ceremonie intră în machiai (camera de așteptare), de unde sunt preluați de către hanto (asistentul gazdei), care le înmânează vasele cu sayu - apa caldă ce va fi mai târziu fiartă din nou, pentru prepararea ceaiului. Între timp invitații desemnează unul dintre ei ca fiind invitatul principal (shokyaku 初客) iar apoi hanto îi conduce pe invitați spre o grădina fără flori (roji) stropită în prealabil de către gazdă, astfel încât să pară că e plină de rouă proaspătă. Această porțiune simbolizează curățirea de praful profan, în vederea intrării într-o lume spirituală. Apoi musafirii se așază (într-o liniște deplină, nu se rostește nici un cuvânt) pe koshikake machiai (banca de așteptare de lângă „poarta de mijloc”, chūmon), așteptând ca gazda ce are titlul oficial de teishu să îi invite în chashitsu. Cu puțin timp înainte de a-și primi oaspeții, teishu umple un tsukubai (bazin de piatră) cu apă rece. Luând apă cu un hishaku, teishu își purifică mâinile și gura apoi înaintează spre chūmon pentru a-și saluta oaspeții cu o plecăciune. Nu se vorbește deloc. Teishu îi conduce pe hanto, pe oaspetele de onoare și pe ceilalți invitați (în această ordine) spre chashitsu trecând prin chūmon. Chūmon (poarta de mijloc) are o înălțime de 91,50 cm astfel că toți cei care trec trebuie să se aplece. Această poartă evidențiază faptul că toți sunt egali și că poziția socială nu contează. Înainte de a intra, invitații și hanto trebuie să se purifice și ei cu apa din tsukubai și apoi vor intra în casă.

### În interiorul casei ceaiului
În chashitsu nu există decât măsuța pentru ceai, tatami-ul și un kakemono - pergamentul pictat sau caligrafiat. După ce fiecare invitat admiră kakemono-ul și simplitatea camerei, se așază în ordinea prestabilită în poziția  seiza: cu fesele așezate pe călcâie și cu spatele drept. Seiza (正座) înseamnă, în japoneză, „poziția corectă”. Se așază și teishu și aprinde focul cu cărbuni.

### Chakaiseki
Fiecărui invitat i se servește chakaiseki (茶懐石) pe o tavă cu bețișoare de cedru. Chakaiseki constă în trei feluri: orez fiert într-un vas de ceramică, supa de orez și pește crud sau legume în saramură. Se servește sake(酒) și din nou orez și supă. Apoi se servește kosuimono, un alt fel de supă și un hassun cu uminonomo și yamanomono, mâncare de la mare și munte astfel elogiindu-se natura. În final se servește o prăjitură numită omogashi  iar invitații trebuie să curețe obiectele folosite cu un șervețel. După ce au servit chakaiseki, teishu își invită oaspeții de a se retrage în grădină, timp în care el va prepara ceaiul și va înlocui kakemono-ul cu un aranjament floral numit chabana, de aceeași inspirație zen-șinto-budistă ca și ikebana. Chabana (茶花) semnifică „flori pentru ceai”.

### Servirea ceaiului. Koicha
Dacă ceaiul se servește ziua se va bate un gong iar seara un clopot. Când gongul sau clopotul sună de cinci sau șapte ori, invitații sunt rechemați în chashitsu, își purifică din nou mâinile și gura și intră. Acum admiră chabana, kama și ro și apoi se așază în aceeași ordine. Teishu intră cu  o chawan, (cană-ceașcă), chasen (tel de bambus), și un chakin (șervețel pentru curățat) din in alb. Teishu se retrage într-o altă cameră de unde se întoarce cu un kensui (recipient pentru apa de spălat), hishaku (polonic de bambus) și futaoki (suport de sprijin, din bambus, pentru shaku). Folosind o fukusa (batistă de mătase) teishu purifică chawan-ul apoi varsă apa caldă în interior, clătește hishaku-ul, golește apa din chawan și se șterge cu chakin-ul. Apoi prepară ceaiul și îl oferă  primului invitat care face o plecăciune, înalță cana, o rotește și apoi gustă, șterge marginea cănii și o oferă următorului invitat care va proceda în același mod. După ce toți invitații au gustat ceaiul, cana îi revine gazdei care o va clăti. Toate obiectele folosite se purifică.

### Sfârșitul ceremoniei,usucha
Se reaprinde focul pentru prepararea ceaiului, nu la fel de dens și concentrat ca primul ceai servit, ci un ceai ușor menit să răcorească cerul gurii și să pregătească invitații să lase lumea spirituală a ceaiului pentru a reintra în lumea fizică. Se oferă posibilitatea de a fuma dar în casa ceaiului se fumează foarte rar. E doar un semn de relaxare. Pentru a acompania ceaiul se oferă higashi (un fel de prăjituri). În final invitații își exprimă aprecierea și admirația față de momentele oferite de teishu.

## Studiul ceremoniei azi
„Cine studiază Ceremonia ceaiului învață a aranja obiectele, a înțelege ritmul și pauzele, a aprecia gesturile si a transpune toate acestea în viața de zi cu zi. Tot ceea ce se poate realiza printr-o simplă acțiune de oferire și primire a unei căni de ceai are un singur scop: acela de a se ajunge la liniștea sufletească în strânsă comuniune cu aproapele nostru... Aceasta este semnificația căii ceaiului. O cană de ceai poate, într-adevăr, să propage pacea: liniștea astfel dobândită poate fi împărtășită devenind fundalul unui mod de a trăi... 
O întrebare care ar apărea aici în legătură cu ceremonia servirii ceaiului este dacă japonezii practică acest ritual acasă, pentru relaxare. Răspunsul este desigur „nu”. Se întâmplă foarte rar în Japonia de azi ca cineva să-și permită luxul de a deține acasă spațiul și cele necesare unei asemenea ceremonii. Recrearea dată de servirea ceaiului a fost întotdeauna, cu excepția perioadei budiste, doar privilegiul clasei înstărite. Cu toate acestea, există și astăzi milioane de japonezi, bărbați și femei, săraci sau bogați, ce merg în fiecare săptămână la cursuri de prepararea ceaiului care durează circa două ore, în clase cu grupe de câte patru-cinci cursanți. În timpul orelor, cursanții învață nu numai cum se prepară ceaiul, dar și cum se face un bun foc de cărbuni, cum se folosesc ustensilele, dar și cum să aprecieze arta, poezia, ceramica, grădinile tradiționale și să recunoască toate florile sălbatice și în ce anotimp înfloresc ele. Un alt detaliu foarte important este și modul de așezare pe tatami (un fel de rogojină de trestie) și cum să se gândească întotdeauna la ceilalți mai întâi. Îndrumătorul unui astfel de curs descurajează practicanții de la învățarea din cărți, asigurându-se că toate mișcările sunt învățate cu corpul și nu cu creierul. Toate artele tradiționale - servitul ceaiului, caligrafia, ikebana, artele marțiale etc. - au fost la început predate din generație în generație fără ajutorul manualelor.

### Școli importante
- Urasenke
- Omotesenke
- Mushanokojisenke

Până în secolul al VII-lea, ceremonia ceaiului se transmitea de la maestru la discipol și fiecare era liber să desfășoare ceremonia în stilul propriu. Când clanul Tokugawa ajunge la putere, se instaurează ca formă de respect, statutul privilegiat al maestrului de ceai. Sen Sotan (1578-1658), nepot al maestrului Sen no Rikyu a fost primul care a formulat principiul unei forme de studiu în școală, a ceremoniei ceaiului.  Legenda spune că înainte de moarte, Sen Sotan, și-a împărțit proprietățile celor trei fii ai săi iar aceste proprietăți aveau să dea numele celor trei școli importante ale ceremoniei ceaiului: Urasenke (裏千家), Omotesenke (表千家) și Mushanokojisenke.
Aceste școli au evoluat în timp până în zilele noastre, fiecare cu ritualurile ei prestabilite, având ca punct de sprijin tradiția transmisă de succesorii lui Sotan si Rikyu. Diploma pentru care cei care studiază în aceste școli este înmânată doar de marele maestru (Iemoto). În prezent școala Urasenke este cea mai frecventată mai ales în afara Japoniei, iar maestrul în viață al acestei școli este Soshitsu Sen XV. În Omotosenke se practică ceremonia tradițională la care pot asista vizitatori non-japonezi. Mushanokojisenke reprezintă o școală a ceaiului ermetică, accesibilă doar maeștrilor ceaiului și celor aleși de aceștia. Toate școlile, deși au modalități diverse de predare și sunt structurate diferit, au un scop comun: ceremonia ceaiului presupune prepararea și servirea ceaiului de către gazdă invitaților.
Ceremonia ceaiului reflectă artă, este o trăire rafinată care necesită un deosebit simț estetic. Arta ceaiului reprezintă cultul frumosului, este o taină a armoniei și a purității. Gestica, atenția asupra oricărui detaliu al unui act simplu împins până la perfecțiune permit fiecăruia de a-și găsi liniștea sufletească și de a împărtăși o fericire contemplativă. Ceremonia nu include nici actori, nici spectatori, ci doar ființe, lucruri ce acționează împreună, unul pentru celălalt, cu scopul de a crea o clipă de perfectă armonie.

## Film
Unul dintre filmele cele mai cunoscute ce tratează acest domeniu este filmul Moartea unui maestru al ceaiului (1989), al regizorului japonez Kei Kumai, premiat cu „Leul de Aur” la Festivalul de film de la Veneția. Subiectul filmului este centrat pe figura marelui maestru Sen Rikyu (interpretat de Toshiro Mifune). Un discipol al marelui maestru decide de a cerceta motivele care l-au împins pe Rikyu la sinucidere și depășind unele obstacole descoperă un dezacord între împăratul Toyotomi Hideyoshi și maestru, privind câteva uzanțe ale ceremoniei. Neavând puterea de a-și contrazice propriul suveran, Rikyu decide să-și ia viața, în 1591, pentru a-și păstra onoarea și pentru a crea remușcări împăratului.
Filmul este bine interpretat și plin de flash-uri ce ilustrează minuțios fazele chanoyu. Chiar dacă nu foarte apreciat de spectatorul obișnuit ce nu va putea înțelege perfecțiunea mișcărilor actorilor, pauzele impuse de ritualul ceremoniei, privirea și momentele de liniște, filmul Moartea unui maestru al ceaiului rămâne un film remarcabil pentru genul său.

## Galerie de imagini

### Câteva obiecte

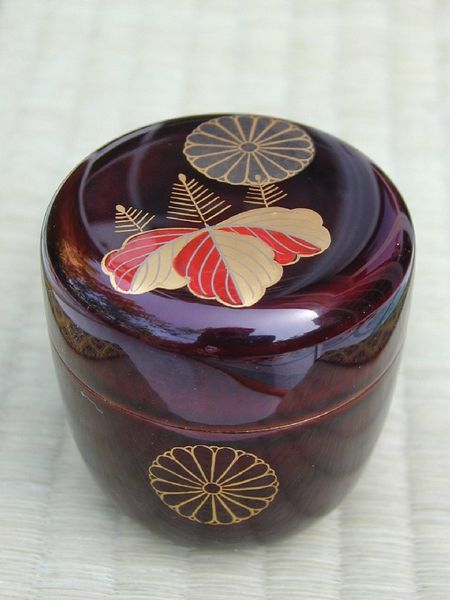
Natsume
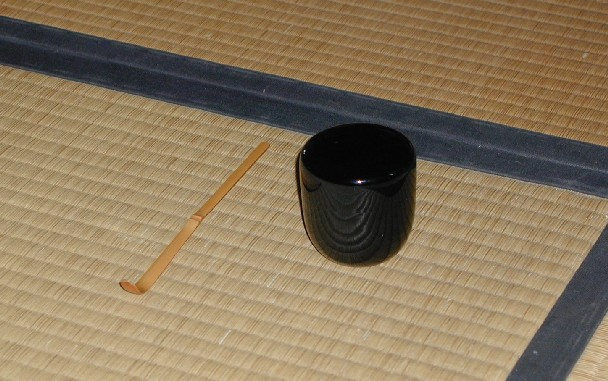
Chashaku, natsume, tatami
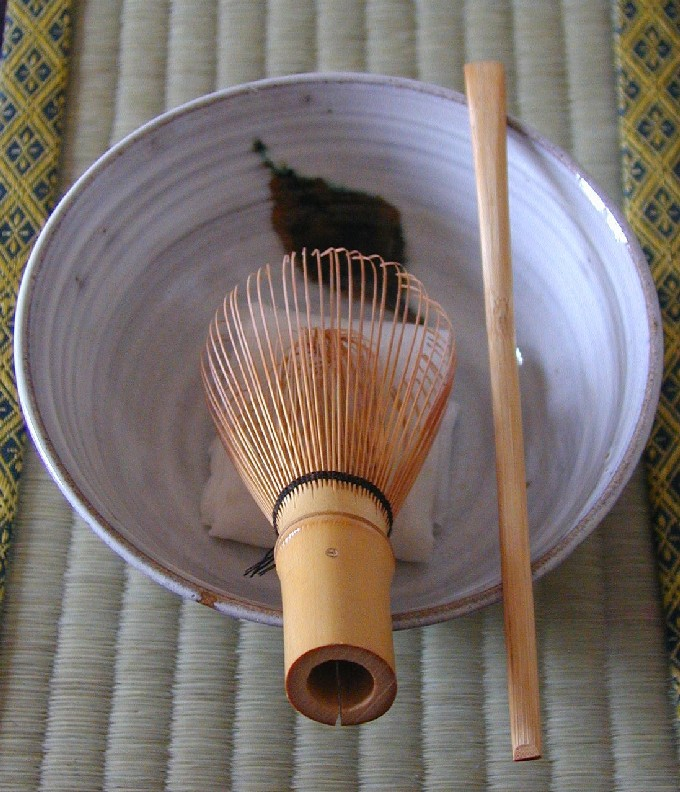
Fotografia descrie un chawan[2] în care se află un chakin.[3] Pe chakin se află un chasen[4] și la dreapta de chasen, pe marginea cănii de ceai se află un chashaku.